# Лиджак
Лиджак (Лижак, тадж. Лиҷак) — сельский населённый пункт (тадж. деҳа) в центральном Таджикистане. Находится в Рогунском районе — районе республиканского подчинения Таджикистана. Подчинён администрации поселка городского типа Обигарм. Расположен в Раштской долине, в долине реки Вахш. Расстояние от села до центра района (г. Рогун) — 33 км, до пгт Обигарм — 15 км. 
Население — 133 человек (2017 г.), таджики. 